# Le Secret de Saint-Junien

Le Secret de Saint-Junien est un téléfilm français réalisé par Christiane Spiero et diffusé le 23 mars 1999.

## Synopsis
Le retrait de citadins à la campagne, qui va les amener à confectionner le Saint-Junien, un fromage dont le secret d'élaboration a été perdu..

## Fiche technique
- Réalisation : Christiane Spiero
- Scénario : Isabelle Pons, Nadine Lermite et Christiane Spiero
- Dialogues : Isabelle Pons, Nadine Lermite et Christiane Spiero
- Musique : Frédéric Château
- Durée : 90 min
- Pays :  France
- Genre : comédie dramatique

## Distribution
- Caroline Tresca : Juliette Lubersac
- Luc Thuillier : Jacques Lubersac
- André Valardy : Pierre
- Grace de Capitani : Françoise
- Patrick Palmero : Antoine Lacour
- Serge Riaboukine : Armand
- Roland Boully : Le bijoutier